# Jo Bauer-Stumpff
Jo Bauer-Stumpff (Ámsterdam, 22 de marzo de 1873 - Ámsterdam, 19 de diciembre de 1964) fue una pintora neerlandesa.
Bauer-Stumpff nació en Ámsterdam y se formó en la Academia Nacional de Bellas Artes, Rijksacademie [sic], donde estudió bajo la dirección de August Allebé. Su padre William Stumpff fue director-general en el teatro Real Holandés. Ella era miembro de Arti et Amicitiae -dónde ganó una medalla en 1952- y del Hollandse Aquarellisten Kring. Está considerada una del grupo de mujeres artistas llamadas Amsterdamse Joffers.
En 1902 se casó con el pintor Marius Bauer. Vivieron en la Villa Stamboel en Aerdenhout y a partir de 1916 en Ámsterdam. Hicieron viajes al extranjero a las Indias orientales holandesas y a Egipto. Después de su matrimonio interrumpió casi totalmente su producción de pintura para cuidar a su marido. El matrimonio no tuvo hijos. Después del fallecimiento de su marido, emprendió de nuevo una etapa más activa como un artista. Es conocida por sus bodegones y retratos. Sus alumnos fueron Ans van den Berg, Frederik Henderik de Meester, y Hillegonda Henriëtte Tellekamp.